# Gregory (Schiff, 1944)
Die USS Gregory (DD-802) war ein zur Fletcher-Klasse gehörender Zerstörer der United States Navy. Der Zerstörer wurde im Zweiten Weltkrieg und im Koreakrieg eingesetzt. Ab 1966 wurde das Schiff als Ausbildungshulk mit dem Namen Indoctrinator benutzt und 1971 nach San Clemente Island geschleppt, wo sie als Zielschiff diente. 1972 wurde das Wrack auf die Westseite der Insel verbracht und für Sprengübungen der US Navy SEALs verwendet.

## Namensgeber
Rear Admiral Francis Hoyt Gregory (1789–1866) war Offizier der United States Navy. Er nahm am Britisch-Amerikanischen Krieg und am Amerikanischen Bürgerkrieg teil.

## Technik

### Rumpf und Antrieb
Der Rumpf der USS Gregory war 114,7 m lang und 12,2 m breit. Der Tiefgang betrug 5,4 m, die Verdrängung 2.100 Tonnen. Der Antrieb des Schiffs erfolgte durch zwei Dampfturbinen von General Electric, der Dampf wurde in vier Kesseln von Babcock & Wilcox erzeugt. Die Leistung betrug 60.000 Wellen-PS, die Höchstgeschwindigkeit lag bei 35 Knoten.

### Bewaffnung und Elektronik
Hauptbewaffnung des Zerstörers waren bei Indienststellung die fünf 5"/38 Mk.30-Einzeltürme. Dazu kamen diverse Flugabwehrkanonen, die im Laufe des Krieges immer weiter verstärkt wurden.
Die USS Gregory war mit Radar ausgerüstet. Am Mast über der Brücke waren ein SG- und ein SC-Radar montiert, mit denen Flugzeuge auf Entfernungen zwischen 15 und 30 Seemeilen und Schiffe in Entfernungen zwischen 10 und 22 Seemeilen geortet werden konnten. Zur Unterwasserortung war ein QC-Sonar eingebaut.

## Geschichte
Die USS Gregory wurde am 13. August 1943 auf der Todd Pacific Shipyards in Seattle, Washington auf Kiel gelegt und lief am 8. Mai 1944 vom Stapel. Ihre Taufpatin war Ann McGuigan. Am 29. Juli 1944 wurde der Zerstörer unter dem Kommando von Commander Bruce McCandless in Dienst gestellt.
Nach Abschluss der Erprobungsfahrten lief das Schiff nach Hawaii, wo sie am 23. Oktober 1944 in Pearl Harbor einlief.

### 1945
Im Januar 1945 nahm die USS Gregory an Übungen zur Vorbereitung der Landung auf Iwo Jima teil. Am 22. Januar nahm sie über Saipan und Eniwetok Kurs auf Iwo Jima. Sie erreichte die Insel am 19. Februar, dem D-Day der Invasion. Bis zum 15. März schützte sie die Truppentransporter und setzte ihre Artillerie zur Unterstützung der angelandeten Truppen ein. Am 19. März erreichte sie Saipan, wo Vorbereitungen für die Operationen gegen Okinawa getroffen wurden.
Die USS Gregory verließ Saipan am 27. März und fuhr mit den Landungsverbänden unter dem Kommando von Admiral Raymond A. Spruance nach Okinawa. Am 1. April wurde das Zielgebiet erreicht. Aufgabe der Einsatzgruppe, der die USS Gregory angehörte, war die Durchführung einer Landung an der Südostküste von Okinawa Hontō bei Minotoga, um die japanischen Truppen von der eigentlichen Invasion an der Westküste abzulenken. Anschließend patrouillierte der Zerstörer vor der Küste und wurde als Radarvorposten eingesetzt.
Am späten Nachmittag des 8. April 1945 wurde die Gregory das Ziel eines Kamikazeangriffs. Das erste Flugzeug traf den Zerstörer auf der Backbordseite mittschiffs auf Höhe der Wasserlinie. Zwei weitere Angreifer konnten abgeschossen werden. Der vordere Maschinenraum sowie die Kesselräume waren überflutet und der Zerstörer lief zum Stützpunkt auf den Kerama-Inseln, um dort provisorisch repariert zu werden. Am 19. April eskortierte das Schiff den Flugzeugträger Intrepid nach Pearl Harbor und lief weiter nach San Diego, wo die USS Gregory am 18. Mai eingedockt wurde. Während der Reparaturen endete der Zweite Weltkrieg mit der Kapitulation Japans.

### 1946–1950
Der Zerstörer wurde inaktiviert und Vorbereitungen zur Überführung in die Reserveflotte durchgeführt. Am 15. Januar 1947 wurde das Schiff außer Dienst gestellt.

### 1951–1964
Infolge des Ausbruchs der Feindseligkeiten in Korea wurde die USS Gregory am 27. April 1951 unter dem Kommando von Commander H.C. Lank wieder in Dienst gestellt. Am 16. August 1951 erreichte sie den amerikanischen Stützpunkt Yokosuka und begann mit Patrouillen entlang der koreanischen Küste. Zu den Hauptaufgaben gehörte der Schutz der Flugzeugträger, von denen Luftangriffe auf nordkoreanische Stellungen und Nachschubwege gestartet wurden sowie die Beschießung von feindlichen Stellungen an der Küste. Zusätzlich wurde sie in der Formosastraße eingesetzt, um einen Angriff der Volksrepublik China auf die Republik China (Taiwan) zu verhindern. Am 19. Januar 1953 befand sich die USS Gregory nach dem Absturz einer P2V Neptune über See auf einer SAR-Mission, als sie von einer Küstenbatterie der Volksbefreiungsarmee auf Nan’ao Tao beschossen wurde. Der Zerstörer drehte ab und setzte seine Mission fort.
Nach dem Waffenstillstand im August 1953 kehrte die USS Gregory nach San Diego zurück. Wiederholt wurde sie nach Fernost verlegt und nahm dort an verschiedenen Manövern teil. Während der Zweiten Quemoy-Krise im Herbst 1958 war sie vor der chinesischen Küste stationiert.
Nach einer Kollision mit der USS McDermut während einer Übung 1963 wurde sie am 1. Februar 1964 erneut außer Dienst gestellt und der Reserveflotte zugeordnet.

### 1966–1971
Am 1. Mai 1966 wurde sie in Indoctrinator umbenannt und vom 20. Mai 1966 bis zum 8. Januar 1971 als Ausbildungshulk genutzt. Am 4. März 1971 wurde sie vor San Clemente Island als Zielschiff auf Grund gesetzt.

### Verbleib
1972 wurde das Wrack auf die Westseite der Insel geschleppt und diente dort im Flachwasserbereich für Sprengübungen der US Navy SEALs.

## Auszeichnungen
Die USS Gregory erhielt zwei Battle Stars während des Zweiten Weltkriegs und vier Battle Stars für ihre Einsätze im Koreakrieg.